# Prichard Colón
Prichard Colón Meléndez (Maitland, 19 settembre 1992) è un ex pugile portoricano con cittadinanza statunitense, vincitore della medaglia d'oro al Campionato giovanile panamericano 2010 nella categoria 64 kg.

## Biografia
Prichard Colón è nato a Maitland, in Florida. I suoi genitori sono Nieves e Richard Colón, un militare in pensione. All'età di 10 anni, la sua famiglia decise di trasferirsi a Puerto Rico, in modo che Prichard potesse rappresentare l'isola nelle competizioni. La famiglia si stabilì nella città rurale di Orocovis.

## Carriera
Colón ha iniziato la sua carriera all'Albergue Olímpico a Salinas. Fu lì che ottenne il soprannome di "Digget", che deriva dalla parola "scavatrice" in relazione alla sua altezza. Dopo essersi diplomato, Colón ha iniziato a studiare Economia Aziendale presso l'Universidad del Sagrado Corazón a San Juan.
Durante la sua carriera, Colón ha guadagnato la fama vincendo 5 campionati nazionali nelle divisioni da 141 e 152 libbre.
Ha anche vinto la medaglia d'oro al Campionato Giovanile Panamericano 2010 nella categoria 64 kg. Ha combattuto alle pre-Olimpiadi del Brasile per vincere un passaggio alle Olimpiadi estive del 2012 a Londra, ma ha perso con un combattente venezuelano al terzo turno.
Nel 2012, Colón ha deciso di diventare un pugile professionista. Ha terminato la sua carriera amatoriale con un record di 170-15.
Colón ha fatto il suo debutto professionale il 23 febbraio 2013. Il suo primo combattimento è stato contro Xavier LaSalle al Cosme Beitía Salamo Coliseum di Cataño. Colón ha battuto LaSalle al primo turno.
Ha combattuto cinque volte nel 2013 e 7 volte nel 2014. La sua sfida più notevole è arrivata il 9 settembre 2015 quando ha combattuto contro Vivian Harris, un combattente più esperto. La lotta si è svolta presso il Ricoh Coliseum di Toronto, Canada.

### Danno cerebrale
Il 17 ottobre 2015, Colón ha combattuto contro Terrel Williams in una lotta undercard alla EagleBank Arena di Fairfax, in Virginia. L'incontro non era originariamente parte del programma, ma fu aggiunto quando Andre Dirrell si ritirò dal suo incontro con Blake Caparello per motivi medici. Il combattimento ebbe luogo appena un mese dopo l'ultimo combattimento di Colón contro Vivian.
Colón ha combattuto contro Williams per nove round, durante i quali entrambi i combattenti sono stati penalizzati per condotta scorretta. Colón è stato punito per un colpo basso, mentre Williams è stato penalizzato per aver colpito ripetutamente Colón alla nuca. Dopo il nono round, Colón è stato squalificato dopo che il suo corner gli ha rimosso i guantoni, pensando che l'incontro fosse finito. Il team di Colón sosteneva che il pugile fosse incosciente e che avesse le vertigini. Dopo il combattimento, Colón ha vomitato ed è stato portato in ospedale dove gli è stato diagnosticato un'emorragia cerebrale, che in seguito lo fece entrare in coma.
Colón è stato curato per diverse settimane all'ospedale Inova Fairfax in Virginia, ma alla fine è stato trasferito al Shepherd Center, centro di riabilitazione, di Atlanta, in Georgia. Dopo essere stato in coma per 221 giorni (7 mesi), dalla sua lotta contro Terrell Williams, Colón fu trasferito all'ospedale di Orlando, in Florida. Ad aprile 2017, Colón era in uno stato vegetativo persistente. Negli ultimi anni, anche se molto lentamente ha iniziato ad avere piccoli miglioramenti e nel luglio 2018, la madre di Colón ha pubblicato un video di Colón sul suo account Facebook in cui si può vedere mentre fa terapia fisica e risponde a comandi verbali. Ha anche affermato che stava imparando a comunicare attraverso un computer.
Negli anni successivi la sua famiglia, in particolare la madre Nieves, continuò a lavorare con lui mentre Colón proseguì la riabilitazione. Nel 2023, tuttavia, l'ex pugile non ha ancora ripreso a parlare.